# Тель-Калях-Центр
Тель-Калях-Центр (араб. ناحية مركز تلكلخ‎‎) — нохія у Сирії, що входить до складу району Тель-Калях провінції Хомс. Адміністративний центр — м. Тель-Калях.
| Сирія | Це незавершена стаття з географії Сирії. Ви можете допомогти проєкту, виправивши або дописавши її. |